# Bilan saison par saison du Havre AC
Le bilan saison par saison du Havre AC présente les résultats par saison du Havre Athletic Club dans les diverses compétitions nationales et internationales depuis 1898.
Le tableau rassemble, dans une présentation synthétique, les informations chiffrées de toutes les saisons de l'histoire du club, que son statut soit alors amateur ou professionnel, similairement aux tableaux que l'on trouve dans des ouvrages et sites internet spécialisés,,.

## Tableaux récapitulatifs

### Championnats USFSA
| Saison  | Championnat                    | Championnat  | Championnat | Championnat | Championnat | Championnat | Championnat | Championnat | Championnat | Championnat | CDF           |
| Saison  | Division                       | Pos          | Pts         | J           | V           | N           | D           | BP          | BC          | DB          | CDF           |
| ------- | ------------------------------ | ------------ | ----------- | ----------- | ----------- | ----------- | ----------- | ----------- | ----------- | ----------- | ------------- |
| 1898-99 | Championnat de France          | Champion     | -           | -           | -           | -           | -           | -           | -           | -           | N'existe pas  |
| 1899-00 | Championnat de Haute-Normandie | Champion     | -           | -           | -           | -           | -           | -           | -           | -           | N'existe pas  |
| 1899-00 | Championnat de France          | Champion     | -           | -           | -           | -           | -           | -           | -           | -           | N'existe pas  |
| 1900-01 | Championnat de Haute-Normandie | Champion     | -           | -           | -           | -           | -           | -           | -           | -           | N'existe pas  |
| 1900-01 | Championnat de France          | Finale       | -           | -           | -           | -           | -           | -           | -           | -           | N'existe pas  |
| 1901-02 | Championnat de Normandie       | Champion     | -           | -           | -           | -           | -           | -           | -           | -           | N'existe pas  |
| 1901-02 | Championnat de France          | Demi-finale  | -           | -           | -           | -           | -           | -           | -           | -           | N'existe pas  |
| 1902-03 | Championnat de Haute-Normandie | Champion     | -           | -           | -           | -           | -           | -           | -           | -           | N'existe pas  |
| 1902-03 | Championnat de France          | Demi-finale  | -           | -           | -           | -           | -           | -           | -           | -           | N'existe pas  |
| 1903-04 | Championnat de Normandie       | 3e           | -           | -           | -           | -           | -           | -           | -           | -           | N'existe pas  |
| 1904-05 | Championnat de Haute-Normandie | Champion     | -           | -           | -           | -           | -           | -           | -           | -           | N'existe pas  |
| 1904-05 | Championnat de France          | Quarts       | -           | -           | -           | -           | -           | -           | -           | -           | N'existe pas  |
| 1905-06 | Championnat de Haute-Normandie | Champion     | -           | -           | -           | -           | -           | -           | -           | -           | N'existe pas  |
| 1905-06 | Championnat de France          | Quarts       | -           | -           | -           | -           | -           | -           | -           | -           | N'existe pas  |
| 1906-07 | Championnat de Haute-Normandie | Champion     | -           | -           | -           | -           | -           | -           | -           | -           | N'existe pas  |
| 1906-07 | Championnat de France          | Demi-finale  | -           | -           | -           | -           | -           | -           | -           | -           | N'existe pas  |
| 1907-08 | Championnat de Normandie       | 3e           | -           | -           | -           | -           | -           | -           | -           | -           | N'existe pas  |
| 1908-09 | Championnat de Haute-Normandie | Champion     | -           | -           | -           | -           | -           | -           | -           | -           | N'existe pas  |
| 1908-09 | Championnat de France          | 8e de finale | -           | -           | -           | -           | -           | -           | -           | -           | N'existe pas  |
| 1909-10 | Championnat de Normandie       | 2e           | -           | -           | -           | -           | -           | -           | -           | -           | N'existe pas  |
| 1910-11 | Championnat de Normandie       | 2e           | -           | -           | -           | -           | -           | -           | -           | -           | N'existe pas  |
| 1911-12 | Championnat de Normandie       | 3e           | -           | -           | -           | -           | -           | -           | -           | -           | N'existe pas  |
| 1912-13 | Championnat de Normandie       | 4e           | -           | -           | -           | -           | -           | -           | -           | -           | N'existe pas  |
| 1913-14 | Championnat de Normandie       | 3e           | 22          | 10          | 6           | 0           | 4           | -           | -           | -           | N'existe pas  |
| 1914-15 | Coupe Nationale                | Finale       | -           | -           | -           | -           | -           | -           | -           | -           | N'existe pas  |
| 1915-16 | Coupe des Alliés               | Demi-finale  | -           | -           | -           | -           | -           | -           | -           | -           | N'existe pas  |
| 1916-17 | Coupe des Alliés               | ?            | -           | -           | -           | -           | -           | -           | -           | -           | N'existe pas  |
| 1917-18 | Coupe Nationale                | Vainqueur    | -           | -           | -           | -           | -           | -           | -           | -           | 16e de finale |
| 1918-19 | Championnat de Haute-Normandie | Champion     | -           | -           | -           | -           | -           | -           | -           | -           | 8e de finale  |
| 1918-19 | Championnat de France          | Champion     | -           | -           | -           | -           | -           | -           | -           | -           | 8e de finale  |

### Championnats FFF
| Saison  | Championnat                      | Championnat | Championnat | Championnat | Championnat | Championnat | Championnat | Championnat | Championnat | Championnat | Aff. moy. | CDF            | CDL           | Drago        |
| Saison  | Division                         | Pos         | Pts         | J           | V           | N           | D           | BP          | BC          | DB          | Aff. moy. | CDF            | CDL           | Drago        |
| ------- | -------------------------------- | ----------- | ----------- | ----------- | ----------- | ----------- | ----------- | ----------- | ----------- | ----------- | --------- | -------------- | ------------- | ------------ |
| 1919-20 | DH Normandie Gr. Haute-Normandie | 1er         | -           | -           | -           | -           | -           | -           | -           | -           | -         | Finale         | N'existe pas  | N'existe pas |
| 1920-21 | DH Normandie Gr. Haute-Normandie | 1er         | -           | -           | -           | -           | -           | -           | -           | -           | -         | 16e de finale  | N'existe pas  | N'existe pas |
| 1921-22 | DH Normandie Gr. Haute-Normandie | -           | -           | -           | -           | -           | -           | -           | -           | -           | -         | 8e de finale   | N'existe pas  | N'existe pas |
| 1922-23 | DH Normandie Gr. Haute-Normandie | 1er         | -           | -           | -           | -           | -           | -           | -           | -           | -         | 8e de finale   | N'existe pas  | N'existe pas |
| 1923-24 | DH Normandie Gr. Haute-Normandie | -           | -           | -           | -           | -           | -           | -           | -           | -           | -         | Demi-finale    | N'existe pas  | N'existe pas |
| 1924-25 | DH Normandie Gr. Haute-Normandie | -           | -           | -           | -           | -           | -           | -           | -           | -           | -         | 8e de finale   | N'existe pas  | N'existe pas |
| 1925-26 | DH Normandie Gr. Haute-Normandie | 1er         | -           | -           | -           | -           | -           | -           | -           | -           | -         | 8e de finale   | N'existe pas  | N'existe pas |
| 1926-27 | DH Normandie Gr. Haute-Normandie | -           | -           | -           | -           | -           | -           | -           | -           | -           | -         | 16e de finale  | N'existe pas  | N'existe pas |
| 1927-28 | DH Normandie Gr. Haute-Normandie | -           | -           | -           | -           | -           | -           | -           | -           | -           | -         | 16e de finale  | N'existe pas  | N'existe pas |
| 1928-29 | DH Normandie Gr. Haute-Normandie | -           | -           | -           | -           | -           | -           | -           | -           | -           | -         | 16e de finale  | N'existe pas  | N'existe pas |
| 1929-30 | DH Normandie Gr. Haute-Normandie | -           | -           | -           | -           | -           | -           | -           | -           | -           | -         | 16e de finale  | N'existe pas  | N'existe pas |
| 1930-31 | DH Normandie Gr. Haute-Normandie | -           | -           | -           | -           | -           | -           | -           | -           | -           | -         | 8e de finale   | N'existe pas  | N'existe pas |
| 1931-32 | DH Normandie Gr. Haute-Normandie | -           | -           | -           | -           | -           | -           | -           | -           | -           | -         | Quarts         | N'existe pas  | N'existe pas |
| 1932-33 | DH Normandie Gr. Haute-Normandie | 2e          | -           | -           | -           | -           | -           | -           | -           | -           | -         | 16e de finale  | N'existe pas  | N'existe pas |
| 1933-34 | Division 2 Gr. Nord              | 10e         | 19          | 24          | 8           | 3           | 13          | 48          | 61          | -13         | -         | 16e de finale  | N'existe pas  | N'existe pas |
| 1934-35 | Division 2                       | 10e         | 22          | 26          | 8           | 6           | 12          | 56          | 72          | -16         | -         | 4e tour        | N'existe pas  | N'existe pas |
| 1935-36 | Division 2                       | 16e         | 22          | 34          | 8           | 6           | 20          | 47          | 86          | -39         | -         | -              | N'existe pas  | N'existe pas |
| 1936-37 | Division 2                       | 4e          | 36          | 32          | 14          | 8           | 10          | 68          | 50          | +18         | -         | 16e de finale  | N'existe pas  | N'existe pas |
| 1937-38 | Division 2 Gr. Ouest             | 1er         | 13          | 8           | 6           | 1           | 1           | 21          | 7           | +14         | -         | Demi-finale    | N'existe pas  | N'existe pas |
| 1937-38 | Division 2 Gr. Promotion         | 1er         | 44          | 30          | 20          | 4           | 6           | 77          | 40          | +37         | -         | Demi-finale    | N'existe pas  | N'existe pas |
| 1938-39 | Division 1                       | 11e         | 28          | 30          | 11          | 6           | 13          | 48          | 59          | -11         | -         | 16e de finale  | N'existe pas  | N'existe pas |
| 1939-40 | Division 1 Gr. Nord              | 2e          | 20          | 14          | 10          | 0           | 4           | 28          | 19          | +9          | -         | 8e de finale   | N'existe pas  | N'existe pas |
| 1940-41 | Division 1 Zone occupée          | 5e          | 9           | 12          | 4           | 1           | 7           | 27          | 27          | 0           | -         | 8e de zone     | N'existe pas  | N'existe pas |
| 1941-42 | Division 1 Zone occupée          | 8e          | 13          | 16          | 6           | 1           | 9           | 32          | 39          | -7          | -         | 8e de zone     | N'existe pas  | N'existe pas |
| 1942-43 | Division 1 Gr. Nord              | 6e          | 35          | 30          | 15          | 5           | 10          | 47          | 42          | +5          | -         | Quarts de zone | N'existe pas  | N'existe pas |
| 1943-44 | CFA Gr. E                        | 1er         | -           | -           | -           | -           | -           | -           | -           | -           | -         | 16e de finale  | N'existe pas  | N'existe pas |
| 1943-44 | CFA Phase finale                 | Demi-finale | -           | 2           | 1           | 0           | 1           | 7           | 2           | +5          | -         | 16e de finale  | N'existe pas  | N'existe pas |
| 1944-45 | Division 1 Gr. Nord              | 12e         | 9           | 22          | 3           | 3           | 16          | 26          | 71          | -35         | -         | 16e de finale  | N'existe pas  | N'existe pas |
| 1945-46 | Division 1                       | 16e         | 30          | 34          | 13          | 4           | 17          | 48          | 66          | -18         | -         | 16e de finale  | N'existe pas  | N'existe pas |
| 1946-47 | Division 1                       | 19e         | 25          | 38          | 9           | 7           | 22          | 44          | 83          | -39         | -         | Quarts         | N'existe pas  | N'existe pas |
| 1947-48 | Division 2                       | 3e          | 50          | 38          | 22          | 6           | 10          | 77          | 40          | +37         | -         | 16e de finale  | N'existe pas  | N'existe pas |
| 1948-49 | Division 2                       | 4e          | 48          | 36          | 19          | 10          | 7           | 64          | 30          | +34         | -         | 8e de finale   | N'existe pas  | N'existe pas |
| 1949-50 | Division 2                       | 2e          | 53          | 34          | 24          | 5           | 5           | 85          | 25          | +60         | -         | 8e de finale   | N'existe pas  | N'existe pas |
| 1950-51 | Division 1                       | 3e          | 40          | 34          | 18          | 4           | 12          | 59          | 43          | +16         | -         | Quarts         | N'existe pas  | N'existe pas |
| 1951-52 | Division 1                       | 7e          | 37          | 34          | 15          | 7           | 12          | 55          | 44          | +11         | -         | 16e de finale  | N'existe pas  | N'existe pas |
| 1952-53 | Division 1                       | 14e         | 29          | 34          | 11          | 7           | 16          | 47          | 63          | -16         | -         | 8e de finale   | N'existe pas  | 8e de finale |
| 1953-54 | Division 1                       | 17e         | 26          | 34          | 10          | 6           | 18          | 54          | 69          | -15         | -         | 8e de finale   | N'existe pas  | Quarts       |
| 1954-55 | Division 2                       | 4e          | 49          | 38          | 19          | 11          | 8           | 74          | 54          | +20         | -         | 8e de finale   | N'existe pas  | Non engagé   |
| 1955-56 | Division 2                       | 12e         | 34          | 38          | 12          | 10          | 16          | 45          | 47          | -2          | -         | 8e de finale   | N'existe pas  | Quarts       |
| 1956-57 | Division 2                       | 8e          | 41          | 38          | 15          | 11          | 12          | 62          | 55          | +7          | -         | 64e de finale  | N'existe pas  | 1er tour     |
| 1957-58 | Division 2                       | 7e          | 49          | 42          | 19          | 11          | 12          | 65          | 50          | +15         | -         | 8e de finale   | N'existe pas  | 8e de finale |
| 1958-59 | Division 2                       | Champion    | 55          | 38          | 24          | 7           | 7           | 93          | 40          | +53         | -         | Vainqueur      | N'existe pas  | Non engagé   |
| 1959-60 | Division 1                       | 7e          | 42          | 38          | 15          | 12          | 11          | 63          | 68          | -5          | -         | Demi-finale    | N'existe pas  | Non engagé   |
| 1960-61 | Division 1                       | 11e         | 36          | 38          | 13          | 10          | 15          | 61          | 62          | -1          | -         | 32e de finale  | N'existe pas  | Quarts       |
| 1961-62 | Division 1                       | 19e         | 28          | 38          | 7           | 14          | 17          | 34          | 57          | -23         | -         | 32e de finale  | N'existe pas  | Finale       |
| 1962-63 | Division 2                       | 4e          | 47          | 36          | 18          | 11          | 7           | 63          | 43          | +20         | -         | 16e de finale  | N'existe pas  | 2e tour      |
| 1963-64 | Division 2                       | 7e          | 36          | 34          | 14          | 8           | 12          | 58          | 55          | +3          | -         | 32e de finale  | N'existe pas  | 3e tour      |
| 1964-65 | CFA Gr. Nord                     | 9e          | 19          | 22          | 7           | 5           | 10          | 16          | 30          | -14         | -         | -              | N'existe pas  | N'existe pas |
| 1965-66 | CFA Gr. Ouest                    | 11e         | 17          | 22          | 6           | 5           | 11          | 23          | 38          | -15         | -         | -              | N'existe pas  | N'existe pas |
| 1966-67 | DH Normandie                     | 4e          | 47          | 22          | 11          | 3           | 8           | 40          | 31          | +9          | -         | -              | N'existe pas  | N'existe pas |
| 1967-68 | DH Normandie                     | 6e          | 48          | 22          | 11          | 4           | 7           | 45          | 37          | +8          | -         | -              | N'existe pas  | N'existe pas |
| 1968-69 | DH Normandie                     | 5e          | 47          | 22          | 10          | 5           | 7           | 55          | 33          | +22         | -         | -              | N'existe pas  | N'existe pas |
| 1969-70 | DH Normandie                     | 3e          | 53          | 22          | 14          | 3           | 5           | 54          | 27          | +27         | -         | 6e tour        | N'existe pas  | N'existe pas |
| 1970-71 | Division 2 Gr. Centre            | 16e         | 19          | 30          | 6           | 7           | 17          | 37          | 49          | -12         | -         | 6e tour        | N'existe pas  | N'existe pas |
| 1971-72 | Division 3 Gr. Nord              | 11e         | 24          | 28          | 9           | 6           | 13          | 34          | 40          | -6          | -         | -              | N'existe pas  | N'existe pas |
| 1972-73 | Division 3 Gr. Ouest             | 11e         | 27          | 30          | 10          | 7           | 13          | 31          | 29          | +2          | -         | -              | N'existe pas  | N'existe pas |
| 1973-74 | Division 3 Gr. Ouest             | 9e          | 28          | 30          | 9           | 10          | 11          | 42          | 43          | -1          | -         | 7e tour        | N'existe pas  | N'existe pas |
| 1974-75 | Division 3 Gr. Nord              | 14e         | 21          | 30          | 7           | 7           | 16          | 21          | 44          | -23         | -         | 7e tour        | N'existe pas  | N'existe pas |
| 1975-76 | Division 3 Gr. Ouest             | 11e         | 29          | 30          | 8           | 13          | 9           | 30          | 32          | -2          | -         | -              | N'existe pas  | N'existe pas |
| 1976-77 | Division 3 Gr. Ouest             | 6e          | 32          | 30          | 10          | 11          | 9           | 41          | 36          | +5          | -         | 6e tour        | N'existe pas  | N'existe pas |
| 1977-78 | Division 3 Gr. Ouest             | 6e          | 33          | 30          | 12          | 9           | 9           | 39          | 35          | +4          | -         | 32e de finale  | N'existe pas  | N'existe pas |
| 1978-79 | Division 3 Gr. Ouest             | 1er         | 42          | 30          | 17          | 8           | 5           | 44          | 20          | +24         | -         | 32e de finale  | N'existe pas  | N'existe pas |
| 1978-79 | Division 3 Phase finale Gr. A    | 3e          | 1           | 2           | 0           | 1           | 1           | 4           | 6           | -2          | -         | 32e de finale  | N'existe pas  | N'existe pas |
| 1979-80 | Division 2 Gr. A                 | 7e          | 38          | 34          | 15          | 8           | 11          | 45          | 32          | +13         | -         | 16e de finale  | N'existe pas  | N'existe pas |
| 1980-81 | Division 2 Gr. B                 | 8e          | 35          | 34          | 13          | 9           | 12          | 32          | 33          | -1          | -         | 8e de finale   | N'existe pas  | N'existe pas |
| 1981-82 | Division 2 Gr. B                 | 4e          | 46          | 34          | 20          | 6           | 8           | 73          | 38          | +35         | -         | 8e de finale   | N'existe pas  | N'existe pas |
| 1982-83 | Division 2 Gr. A                 | 5e          | 41          | 34          | 15          | 11          | 8           | 54          | 39          | +15         | -         | 16e de finale  | N'existe pas  | N'existe pas |
| 1983-84 | Division 2 Gr. B                 | 3e          | 47          | 34          | 18          | 11          | 5           | 57          | 29          | +28         | -         | 16e de finale  | N'existe pas  | N'existe pas |
| 1983-84 | Pré-barrages                     | -           | -           | 1           | 0           | 0           | 1           | 3           | 4           | -1          | -         | 16e de finale  | N'existe pas  | N'existe pas |
| 1984-85 | Division 2 Gr. A                 | 1er         | 52          | 34          | 24          | 4           | 6           | 69          | 20          | +49         | -         | 16e de finale  | N'existe pas  | N'existe pas |
| 1984-85 | Division 2 Finale                | Champion    | -           | 2           | 1           | 1           | 0           | 5           | 2           | +3          | -         | 16e de finale  | N'existe pas  | N'existe pas |
| 1985-86 | Division 1                       | 17e         | 33          | 38          | 11          | 11          | 16          | 49          | 53          | -4          | -         | 16e de finale  | N'existe pas  | N'existe pas |
| 1986-87 | Division 1                       | 17e         | 32          | 38          | 8           | 16          | 14          | 39          | 50          | -11         | -         | 32e de finale  | N'existe pas  | N'existe pas |
| 1987-88 | Division 1                       | 20e         | 27          | 38          | 8           | 11          | 19          | 35          | 56          | -21         | -         | 8e de finale   | N'existe pas  | N'existe pas |
| 1988-89 | Division 2 Gr. B                 | 3e          | 65          | 34          | 18          | 11          | 5           | 48          | 21          | +27         | -         | 8e tour        | N'existe pas  | N'existe pas |
| 1988-89 | Pré-barrages                     | -           | -           | 1           | 0           | 0           | 1           | 1           | 4           | -3          | -         | 8e tour        | N'existe pas  | N'existe pas |
| 1989-90 | Division 2 Gr. B                 | 5e          | 40          | 34          | 16          | 8           | 10          | 46          | 28          | +18         | -         | 32e de finale  | N'existe pas  | N'existe pas |
| 1990-91 | Division 2 Gr. B                 | 1er         | 47          | 34          | 18          | 11          | 5           | 52          | 17          | +35         | -         | 7e tour        | N'existe pas  | N'existe pas |
| 1990-91 | Division 2 Finale                | Champion    | -           | 2           | 1           | 1           | 0           | 3           | 0           | +3          | -         | 7e tour        | N'existe pas  | N'existe pas |
| 1991-92 | Division 1                       | 7e          | 42          | 38          | 13          | 16          | 9           | 35          | 32          | +3          | -         | 16e de finale  | N'existe pas  | N'existe pas |
| 1992-93 | Division 1                       | 15e         | 33          | 38          | 11          | 11          | 16          | 42          | 53          | -11         | -         | 16e de finale  | N'existe pas  | N'existe pas |
| 1993-94 | Division 1                       | 17e         | 29          | 38          | 7           | 15          | 16          | 29          | 48          | -19         | -         | 32e de finale  | N'existe pas  | N'existe pas |
| 1994-95 | Division 1                       | 12e         | 49          | 38          | 12          | 13          | 13          | 46          | 49          | -3          | -         | 8e de finale   | Demi-finale   | N'existe pas |
| 1995-96 | Division 1                       | 13e         | 45          | 38          | 11          | 12          | 15          | 33          | 45          | -12         | -         | 16e de finale  | Quarts        | N'existe pas |
| 1996-97 | Division 1                       | 14e         | 43          | 38          | 10          | 13          | 15          | 34          | 43          | -9          | 10 559    | 32e de finale  | 16e de finale | N'existe pas |
| 1997-98 | Division 1                       | 10e         | 44          | 34          | 10          | 14          | 10          | 38          | 35          | +3          | 10 680    | 32e de finale  | 8e de finale  | N'existe pas |
| 1998-99 | Division 1                       | 15e         | 35          | 34          | 8           | 11          | 15          | 23          | 38          | -15         | 11 810    | 16e de finale  | 8e de finale  | N'existe pas |
| 1999-00 | Division 1                       | 17e         | 34          | 34          | 9           | 7           | 18          | 30          | 52          | -22         | 12 323    | 16e de finale  | 16e de finale | N'existe pas |
| 2000-01 | Division 2                       | 7e          | 56          | 38          | 14          | 14          | 10          | 48          | 42          | +6          | 8 592     | 8e tour        | 8e de finale  | N'existe pas |
| 2001-02 | Division 2                       | 4e          | 65          | 38          | 17          | 14          | 7           | 56          | 32          | +24         | 9 035     | 32e de finale  | 8e de finale  | N'existe pas |
| 2002-03 | Ligue 1                          | 18e         | 38          | 38          | 10          | 8           | 20          | 27          | 47          | -20         | 12 056    | 32e de finale  | 16e de finale | N'existe pas |
| 2003-04 | Ligue 2                          | 7e          | 55          | 38          | 15          | 10          | 13          | 44          | 46          | -2          | 7 904     | 32e de finale  | 1er tour      | N'existe pas |
| 2004-05 | Ligue 2                          | 17e         | 42          | 38          | 11          | 9           | 18          | 28          | 42          | -14         | 7 389     | 8e tour        | 8e de finale  | N'existe pas |
| 2005-06 | Ligue 2                          | 7e          | 55          | 38          | 13          | 16          | 9           | 48          | 41          | +7          | 8 790     | 32e de finale  | 16e de finale | N'existe pas |
| 2006-07 | Ligue 2                          | 6e          | 56          | 38          | 15          | 11          | 12          | 52          | 38          | +14         | 10 194    | 7e tour        | 2e tour       | N'existe pas |
| 2007-08 | Ligue 2                          | Champion    | 78          | 38          | 22          | 12          | 4           | 66          | 30          | +36         | 11 632    | 32e de finale  | 16e de finale | N'existe pas |
| 2008-09 | Ligue 1                          | 20e         | 26          | 38          | 7           | 5           | 26          | 30          | 67          | -37         | 13 568    | 16e de finale  | Quarts        | N'existe pas |
| 2009-10 | Ligue 2                          | 7e          | 52          | 38          | 14          | 10          | 14          | 45          | 50          | -5          | 8 244     | 7e tour        | 1er tour      | N'existe pas |
| 2010-11 | Ligue 2                          | 9e          | 49          | 38          | 12          | 13          | 13          | 43          | 38          | +5          | 7 296     | 7e tour        | 16e de finale | N'existe pas |
| 2011-12 | Ligue 2                          | 15e         | 47          | 38          | 11          | 14          | 13          | 38          | 34          | +2          | 8 042     | 16e de finale  | 2e tour       | N'existe pas |
| 2012-13 | Ligue 2                          | 6e          | 59          | 38          | 16          | 11          | 11          | 52          | 47          | +5          | 8 518     | 8e de finale   | 1er tour      | N'existe pas |
| 2013-14 | Ligue 2                          | 12e         | 48          | 38          | 11          | 15          | 12          | 43          | 43          | 0           | 7 519     | 7e tour        | 2e tour       | N'existe pas |
| 2014-15 | Ligue 2                          | 7e          | 55          | 38          | 14          | 13          | 11          | 47          | 37          | +10         | 7 271     | 8e tour        | 1er tour      | N'existe pas |
| 2015-16 | Ligue 2                          | 4e          | 65          | 38          | 19          | 8           | 11          | 52          | 37          | +15         | 7 619     | 7e tour        | 1er tour      | N'existe pas |
| 2016-17 | Ligue 2                          | 8e          | 54          | 38          | 14          | 12          | 12          | 39          | 31          | +8          | 7 791     | 32e de finale  | 2e tour       | N'existe pas |
| 2017-18 | Ligue 2                          | 4e          | 66          | 38          | 19          | 9           | 10          | 53          | 34          | +9          | 7 437     | 7e tour        | 2e tour       | N'existe pas |
| 2017-18 | Barrages                         | -           | -           | 2           | 1           | 1           | 0           | 4           | 2           | +2          | 13 591    | 7e tour        | 2e tour       | N'existe pas |
| 2018-19 | Ligue 2                          | 7e          | 54          | 38          | 13          | 15          | 10          | 45          | 40          | +5          | 6 734     | 16e de finale  | Quarts        | N'existe pas |
| 2019-20 | Ligue 2                          | 6e          | 44          | 28          | 11          | 11          | 6           | 38          | 25          | +13         | 7 458     | 7e tour        | 1er tour      | N'existe pas |
| 2020-21 | Ligue 2                          | 12e         | 47          | 38          | 11          | 14          | 13          | 38          | 48          | -10         | 500       | 8e tour        | N'existe pas  | N'existe pas |
| 2021-22 | Ligue 2                          | 8e          | 50          | 38          | 13          | 11          | 14          | 38          | 41          | -3          | 5 954     | 8e tour        | N'existe pas  | N'existe pas |
| 2022-23 | Ligue 2                          | Champion    | 75          | 38          | 20          | 15          | 13          | 46          | 19          | +27         | 12 483    | 7e tour        | N'existe pas  | N'existe pas |
| 2023-24 | Ligue 1                          | 15e         | 32          | 34          | 7           | 11          | 16          | 34          | 45          | -11         | 21 879    | 8e de finale   | N'existe pas  | N'existe pas |
| 2024-25 | Ligue 1                          | 15e         | 34          | 34          | 10          | 4           | 20          | 40          | 71          | -31         | 20 218    | 32e de finale  | N'existe pas  | N'existe pas |

Légende
- qualifié pour la Coupe d'Europe
- champion
- promu
- relégué
- rétrogradé